# Tapage nocturne
Tapage nocturne, bei deutschen Aufführungen oft mit dem Titelzusatz Nächtliche Ruhestörung, ist ein französischer Spielfilm der Regisseurin Catherine Breillat aus dem Jahr 1979, den sie mit kleinem Budget herstellte. In diesem diskursiven Film mit erotischen Szenen lässt sie teilweise Erfahrungen aus ihrer Beziehung mit Daniel Toscan du Plantier einfließen, der damals die Filmgesellschaft Gaumont führte und sie in ihren künstlerischen Ambitionen nicht unterstützte. Die Hauptfigur ist eine „dislozierte Frau“ zwischen etlichen Männern. Bei seinem Erscheinen kam der Film in der französischen Kritik schlecht weg.

## Handlung
Solange ist 25 Jahre alt, Filmregisseurin und Mutter. Sie ist mit einem Produzenten verheiratet und hat Affären, manchmal mit mehreren Männern am selben Abend. Mit nichts scheint sie zufrieden, weder mit ihrem neuesten Film, den sie fertigstellt, noch mit den zahlreichen Männern, die sie hat, auch nicht mit ihrem Gatten oder mit ihrem Schauspieler Jim. Bei Freunden lernt sie den Regisseur Bruno kennen, der ihr eigentlich nicht gefällt. Sie verliebt sich in ihn, und allmählich wird daraus Leidenschaft. Während der gemeinsam verbrachten Nächte reden sie viel miteinander. Sie möchte sich ihm ganz unterwerfen und genießt die Erniedrigungen, die er ihr bereitet. Als er ihr verbietet, ihn anzurufen, schreibt sie ihm einen Brief. Bevor sie diesen abschickt, liest sie ihn einem anonymen Bettgesellen vor. Doch eines Tages trennt sich Bruno von ihr, und sie versucht heulend auf einer Sitzbank, ihn zu vergessen.

## Kritiken
Marie-Line Potrel-Dorget meinte in La Saison cinématographique, „einmal mehr ein katharsischer, schamloser Film, an der Grenze zum Exhibitionismus, aber ohne das Talent von Doillon oder die Aufrichtigkeit von Christine Pascal.“ Nicht minder schlimm der Snobismus. „Alles hier ist fabriziert und klingt falsch“, die Situationen wie die Figuren. Die Hauptfigur Solange sei ein „bis zur Karikatur geratender Archetyp einer «befreiten» Frau, einer Stachanowistin des Sex und zugleich eine Intellektuelle, die systematisch das Paradox pflegt des Über-seine-inneren-Widersprüche-Nachdenkens.“ Diese verfälschte Abbildung angeblicher Mängel des Feminismus werde „niemanden überzeugen, sehr wahrscheinlich Frauen wütend und Männer spöttisch machen.“ Die Kritikerin wusste lediglich über die Darsteller Gutes zu sagen.
Erzählen könne Breillat, und die beiden Hauptdarsteller spielten wirklich gut, schrieb Pascal Bonitzer in den Cahiers du cinéma. Doch er äußerte Irritation über die allgegenwärtige Einfachheit im Film, die Einfachheit des Lebens, des Geldes, des Geistes, die Selbstzufriedenheit, den Unwillen zur Anstrengung und zur Veränderung, „man kann etwas mehr erwarten.“ Irritation rief der Film auch bei seiner Kollegin Françoise Audé von Positif hervor. „Von Beginn weg hat sich Solange für intellektuell und intelligent erklärt: Ihr Nichtweiterwissen ist folglich ein Zweifel überlegener Art.“ Es betrübe, dass der Film Liebe auf die zwei Alternativen Beherrschung und Unterwerfung beschränke. „Catherine Breillat ist es gelungen, aber ohne das Talent und vereinfachend, von den Liebesbeziehungen zwischen Männern und Frauen ein ebenso verächtliches und frauenfeindliches Abbild zu schaffen, wie Jean Eustache in seinen Filmen. Und dieses Mal ist es die Sicht einer Frau: Bravo, Catherine!“
Jean-Louis Cros von der Revue du cinéma sagte, er habe auf der Leinwand selten etwas so offen snobistisches wie diesen Film gesehen, er sei „geschrieben, geschrieben, geschrieben bis zum Gipfel des literarischen Raschelns“. – „Der Film kehrt laufend zu seinem Snobismus zurück, zu seiner Künstlichkeit, er beschneidet sich selbst, zerstört sich im Ei, lehnt sich selbst ab bis zu einem Grad, wie es nicht anders sein kann als bewusst getan. Auf die eine oder andere Weise ist jeder Film, warum sollte man das nicht so sehen, eine bestimmte Form des erstaunten männlichen Blicks auf die Frau, die man auszieht und quält. Es scheint somit, dass die Herausforderung für eine Frau, die zur Kamera greift, und eine noch zu stark vom Schema geprägte Gefangene ist, darin liegt, sich gezwungenermaßen einer Selbstkasteiung zu unterziehen, einer Art gewaltsamen Narzissmus. Daher die Wut, die Tapage nocturne dazu bringt, sich selbst als Spektakel zu verwerfen.“